# Toro Rosso STR10
El Toro Rosso STR10 es un monoplaza de Fórmula 1 diseñado por Toro Rosso para competir en la Temporada 2015 de Fórmula 1. Es conducido por los debutantes Max Verstappen y Carlos Sainz Jr.
El monoplaza se presentó el 31 de enero de 2015 en el Circuito de Jerez, un día antes del comienzo de los test de pretemporada.

## Resultados
(Clave) (negrita indica pole position) (cursiva indica vuelta rápida)
| Año  | Motor                               | Neu. | N.º | Pilotos          | 1   | 2   | 3   | 4   | 5   | 6   | 7   | 8   | 9   | 10  | 11  | 12  | 13  | 14  | 15  | 16  | 17  | 18  | 19  | Puntos | Pos. |
| ---- | ----------------------------------- | ---- | --- | ---------------- | --- | --- | --- | --- | --- | --- | --- | --- | --- | --- | --- | --- | --- | --- | --- | --- | --- | --- | --- | ------ | ---- |
| 2015 | Renault Energy F1-2015 1.6 V6 Turbo | P    |     |                  | AUS | MYS | CHN | BHR | ESP | MON | CAN | AUT | GBR | HUN | BEL | ITA | SIN | JPN | RUS | USA | MEX | BRA | ABU | 67     | 7°   |
| 2015 | Renault Energy F1-2015 1.6 V6 Turbo | P    | 33  | Max Verstappen   | Ret | 7   | 17≠ | Ret | 11  | Ret | 15  | 8   | Ret | 4   | 8   | 12  | 8   | 9   | 10  | 4   | 9   | 9   | 16  | 67     | 7°   |
| 2015 | Renault Energy F1-2015 1.6 V6 Turbo | P    | 55  | Carlos Sainz Jr. | 9   | 8   | 13  | Ret | 9   | 10  | 12  | Ret | Ret | Ret | Ret | 11  | 9   | 10  | Ret | 7   | 13  | Ret | 11  | 67     | 7°   |

- ≠ El piloto no acabó el Gran Premio, pero se clasificó al completar el 90% de la distancia total.